# Pirajuí
Pirajuí est une municipalité brésilienne de l'État de São Paulo et la Microrégion de Bauru.

## Médias
Au téléphonie, la ville était desservie par Companhia Telefônica Brasileira jusqu'en 1973, date à laquelle elle a commencé à être desservie par Telecomunicações de São Paulo. En juillet 1998, cette société a été rachetée par Telefónica, qui a adopté la marque Vivo en 2012.
À l'heure actuelle est un opérateur de téléphonie mobile, téléphonie fixe, internet (fibre optique/4G), et télévision (satellite et câble).